# Hippali, Arkalgud
Hippali là một làng thuộc tehsil Arkalgud, huyện Hassan, bang Karnataka, Ấn Độ.